# TZ Mensae
TZ Mensae (TZ Men / 31 Mensae / HD 39780 / HR 2059) es una estrella variable en la constelación de Mensa cuyo brillo varía entre magnitud aparente +6,19 y +6,87. Se encuentra a 349 años luz de distancia del sistema solar.
TZ Mensae es una estrella binaria espectroscópica, es decir, las dos componentes no pueden ser resueltas con la vista, habiéndose establecido su duplicidad por el desplazamiento Doppler de sus líneas espectrales. Su órbita tiene un período de 8,569 días con una pequeña excentricidad de 0,035. Además, al pasar una de las estrellas por delante de la otra la eclipsa, constituyendo de esta forma una binaria eclipsante, similar a Algol (β Persei) o Alphecca (α Coronae Borealis). TZ Mensae presenta dos eclipses bien definidos, con caídas de brillo de 0,68 y 0,17 magnitudes respectivamente.
Los tipos espectrales estimados de las dos componentes son A0V para la estrella principal y A8V para la secundaria. La más luminosa tiene una temperatura efectiva estimada de 10.399 K y una masa de 2,49 masas solares. Su compañera tiene una temperatura de 7195 K y su masa es un 50% mayor que la del Sol.